# Івашко Олександр Іванович
Олекса́ндр Іва́нович Іва́шко (нар. 25 грудня 1924 — пом. 13 грудня 1990) — радянський військовик, у роки Другої світової війни — старшина 1118-го стрілецького полку 333-ї стрілецької дивізії, сержант. Герой Радянського Союзу (1944).

## Життєпис
Народився 25 грудня 1924 року в селищі Кутейникове, нині — Амвросіївського району Донецької області, у родині робітника. Росіянин. Здобув неповну середню освіту. Працював у радгоспі «Бешівський» Старобешівського району Донецької області.
До лав РСЧА призваний Тацинським РВК Ростовської області у січні 1943 року. Учасник німецько-радянської війни з 25 січня 1943 року.
Особливо старшина 8-ї роти 1118-го стрілецького полку 333-ї стрілецької дивізії 6-ї армії 3-го Українського фронту сержант О. І. Івашко відзначився під час битви за Дніпро. У ніч з 25 на 26 листопада 1943 року під щільним кулеметним і мінометно-артилерійським вогнем супротивника у складі свого підрозділу форсував річку Дніпро. Бувши старшим човна, він першим дістався правого берега, знешкодив підводні дротові загородження, з ходу вступив у бій і прорвав передову лінію оборони супротивника. У подальшому розвиваючи наступ, захопив 2 станкових кулемети ворога, з яких велося прикриття переправи основних сил батальйону.
У 1944 році закінчив курси молодших лейтенантів. Як командир роти, брав участь у боях на території Румунії, Болгарії, Югославії.
Після закінчення війни у 1945 році вийшов у запас. До 1976 року працював на низці підприємств у Амвросіївці, Торезі, на станції Кутейникове, у Костанайській області Казахстану. Майор у відставці. Після виходу на пенсію мешкав у Амвросіївці, де й помер 13 грудня 1990 року.

## Нагороди
Указом Президії Верховної Ради СРСР від 22 лютого 1944 року «за зразкове виконання бойових завдань командування на фронті боротьби з німецько-фашистськими загарбниками та виявлені при цьому відвагу і героїзм», сержантові Івашку Олександру Івановичу присвоєне звання Героя Радянського Союзу з врученням ордена Леніна і медалі «Золота Зірка» (№ 3430).
Також нагороджений орденом Вітчизняної війни 1-го ступеня (11.03.1985) і медалями.